# Georges Peyroche
Georges Peyroche (Roche-la-Molière, 27 gennaio 1937) è un allenatore di calcio ed ex calciatore francese.

## Palmarès

### Giocatore

#### Competizioni nazionali
- Campionato francese: 1

Saint-Etienne: 1956-1957
- Supercoppa francese: 1

Saint-Etienne: 1957

### Allenatore

#### Competizioni nazionali
- Ligue 2: 1

LOSC Lille: 1973-1974
- Coppa di Francia: 2

PSG: 1981-1982, 1982-1983